# Interligação de redes
Interligação de redes (internetworking) é uma referência aos príncipios arquitecturais, protocolos e serviços de uma internet que tem como objectivo interligar múltiplas redes físicas de modo a formar um sistema coordenado e homogéneo. Define também a forma como os protocolos Internet (protocol suite TCP/IP) operam no sistema global e como as aplicações utilizam o sistema resultante.
Tecnologia de interligação de redes é necessária porque:
- existem diferentes tecnologias de redes de computadores;
- nenhuma tecnologia de redes é adequada para todas as situações;
- é precisa uma tecnologia que esconda os detalhes de hardware de redes de computadores e permita a comunicação entre computadores, independentemente das suas ligações físicas.